# SFDR

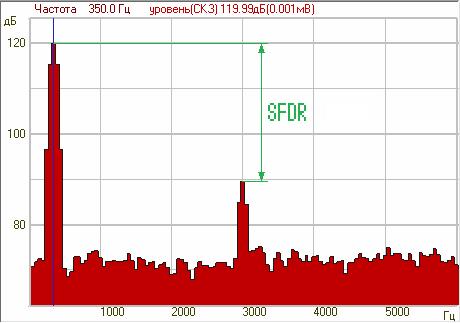
Измерение SFDR при помощи спектра.

Динамический диапазон, свободный от паразитных составляющих (англ. SFDR, Spurious-Free Dynamic Range) — безразмерная величина, равная отношению мощности полезного узкополосного сигнала (несущей) к мощности наиболее мощной паразитной частотной составляющей (гармоники). Используется как одна из характеристик для измерения АЦП и ЦАП, а также радиоприёмников.
SFDR вычисляется как отношение СКЗ гармоники на несущей частоте (максимум в спектре сигнала) на входе АЦП или выходе ЦАП к СКЗ следующей по величине гармоники, которая может быть при искажении сигнала, или к максимальному значению шума (в спектре) если искажений нет. Обычно выражается в децибелах. В зависимости от условий измерения, SFDR может измеряется как в заданной частотной полосе, так во всей доступной полосе частот (от нулевой частоты до частоты Найквиста) преобразователя.